# Beli Potok pri Lembergu
Beli Potok pri Lembergu – wieś w Słowenii, w gminie Šmarje pri Jelšah. W 2018 roku liczyła 41 mieszkańców.